# 若鶴酒造
若鶴酒造株式会社（わかつるしゅぞう）は、富山県砺波市三郎丸にある清酒などを製造・販売する日本の酒造メーカー。

## 歴史
- 1862年（文久2年） - 越中国砺波郡三郎丸村（のちの富山県東砺波郡油田村三郎丸、現在の砺波市三郎丸）にて、豪農の勇三郎が加賀藩の免許を受けて清酒製造を始める[1]。
- 1918年10月 - 若鶴酒造株式会社設立・資本金100,000円。
- 1920年 - 清酒大正蔵を新設[2]。
- 1947年 - 若鶴発酵研究所を設立。
- 1949年 - 焼酎製造の免許を取得。
- 1952年 - ウイスキー、甘味果実酒製造の免許を取得。
- 1953年
  - 同年中 - 『サンシャインウイスキー』発売[3]。
  - 5月11日 - 同日23時50分にアルコール工場の蒸留室より出火、同工場、食堂、会館、研究室、寮、原料倉庫等延約635坪を焼失[4]。
- 1954年11月5日 - 当時日本で5社しか導入していなかったアロスパス式蒸留器を導入した本社が復興完成[4]。
- 1959年10月 - 戦後の清酒需要の高まりに対応するため、鉄筋コンクリート2階建ての清酒蔵・昭和蔵松庫を新設[2]。
- 1962年6月 - 北陸コカ・コーラボトリング株式会社設立。
- 2024年1月31日 - 『サンシャインウイスキー』の出荷を終了[3]。
- 2025年
  - 3月21日 - 文化審議会が大正蔵、昭和蔵松子庫、三郎丸蒸留所を登録有形文化財とするよう阿部俊子文部科学大臣に答申[2]。
  - 4月8日 - 一般向けにブレンド体験が出来るスペースを併設したブレンダー室を新設。ブレンダー室の公開は世界でも例が無いとのこと[5]。

かつては4階建てのフランス製蒸留塔が置かれていた（1954年頃）

## 主な商品
- 清酒
  - 苗加屋（のうかや：琳黒／琳赤／琳青）
  - 辛口 玄（げん：純米酒／本醸造／普通酒）
  - 若鶴（わかつる：特別大吟醸／純米大吟醸／大吟醸）
- ウイスキー
  - サンシャインウイスキー（ブレンデッドウイスキー）
  - シングルモルト三郎丸
  - MOON GLOW（ブレンデッドウイスキー）
  - 十年明（ブレンデッドウイスキー）
  - FAR EAST OF PEAT - 長浜浪漫ビール株式会社とのコラボレーション商品[7]
  - HARRY CRANES Craft Highball（ハイボール）
- 焼酎
  - 米焼酎 蔵人の戯れ
  - 米焼酎 蔵人の置きみやげ（樽貯蔵の米焼酎）
- リキュール
  - UMESKY（ウメスキー）
  - 柚子の酒
  - 梅の酒
- スピリット
  - 砺波野スピリット77% - 新型コロナウイルス感染拡大に伴い発売された商品で、消毒用アルコールにも転用できる高アルコール度数の酒[8]

## 本社・工場
- 〒939-1308 富山県砺波市三郎丸208（JR城端線油田駅前）